# Splénose
La splénose  ou autotransplantation de tissu splénique, est le résultat d'une rupture traumatique des tissus de la rate, qui a pour effet de briser l'organe principal et de créer une implantation de ces tissus dans un autre site du corps (autotransplantation hétérotopique), généralement à l'intérieur du péritoine. Elle survient le plus souvent à la suite d'une rupture splénique ou d'une chirurgie abdominale. Selon l'emplacement de la rate, la nouvelle pièce s'implante généralement dans une autre partie de la cavité abdominale (y compris la cavité pelvienne). On a décrit également des cas de splénose dans la cavité thoracique, dans le tissu sous-cutané, dans le foie ou dans la cavité crânienne. La splénose doit être distinguée de la présence de  rates additionnelles, qui sont innées et sont le résultat de différences de développement embryologique. De plus, la splénose doit être différenciée des tumeurs malignes.

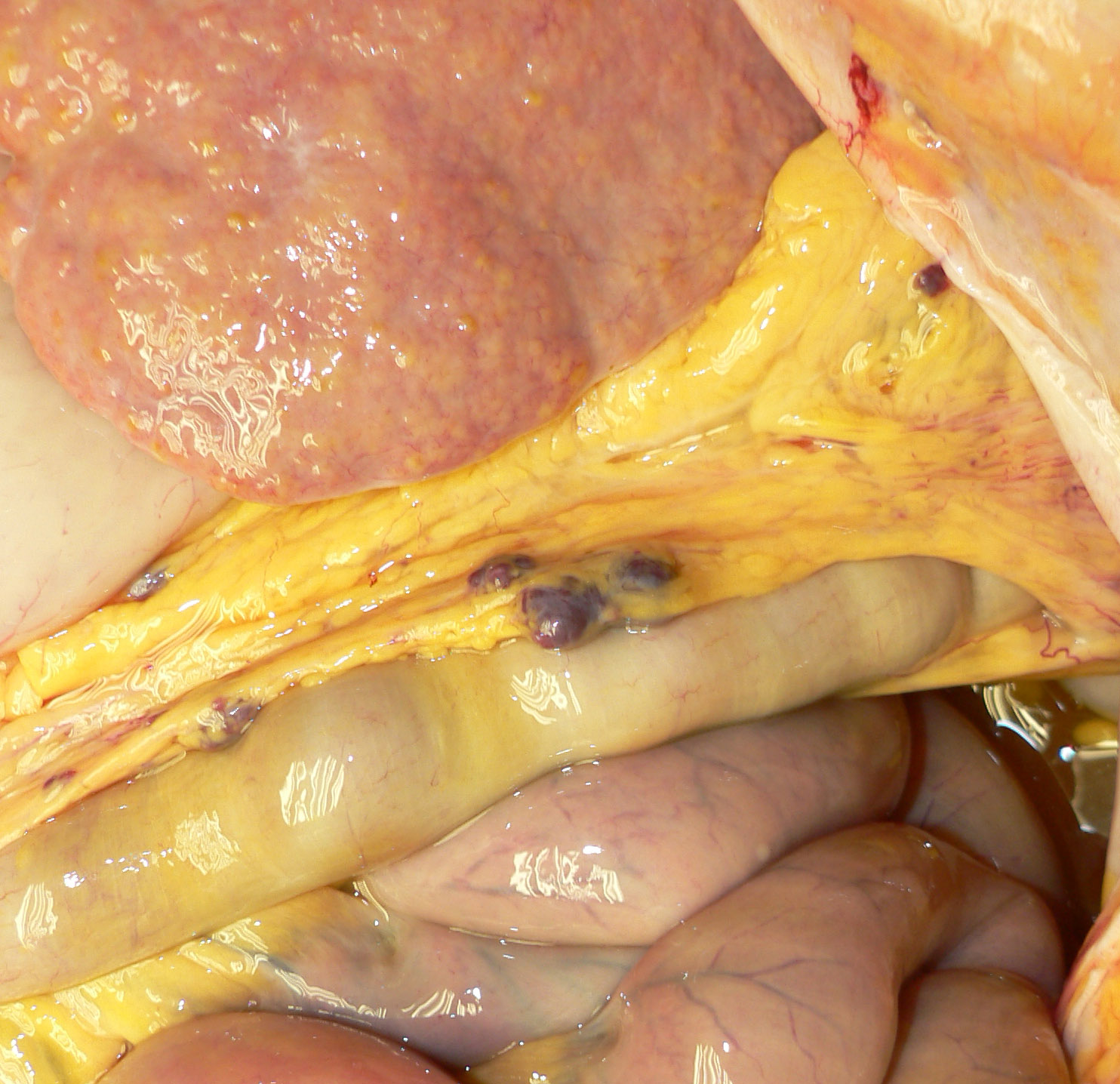
Vue d'une splénose et d'une cirrhose chez un patient au niveau de l'hypochondre gauche. À la suite d'un accident de voiture, le sujet a reçu une splénectomie quatre ans avant que cette photo soit prise.